# Католическая церковь, создание мира и эволюционизм
Ранний вклад в биологию и в исследование о создании мира был сделан католическими учёными, среди которых был монах-августинец Грегор Мендель . Со времени публикации книги Чарльза Дарвина «О происхождении видов» в 1859 году отношение католической церкви к теории эволюции постепенно улучшалось. В течение почти столетия папство не давало никаких авторитетных заявлений относительно теорий Дарвина и создания мира, но в энциклике Humani generis 1950-го года Папа Пий XII подтвердил, что нет никакого внутреннего конфликта между христианством и теорией эволюции, при условии, что христиане верят, что Бог создал все вещи, и что индивидуальная душа каждого человека является прямым творением Бога, а не продуктом чисто материальных сил, совпадений и мутации. На сегодняшний день Церковь поддерживает теистическую эволюцию, также известную как эволюционное творение, хотя католики свободны не верить ни в какую часть эволюционной теории.
Католицизм считает, что Бог инициировал и продолжил процесс своего эволюционного творения, и что люди всегда имели специально созданные души.

## Ранний вклад в теорию эволюции

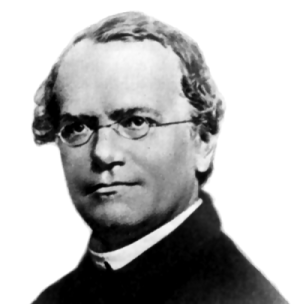
Аббат Грегор Мендель (1822—1884), монах-августинец и основатель генетики. Его работа и работа Дарвина заложили основу для изучения наук о жизни в двадцатом веке.

Значительный вклад Католической церкви в развитие теории о создании мира внёс монах-августинец Грегор Мендель (1822—1884). Мендель поступил в монастырь августинцев в Брно в 1843 году, также учился на учёного в Философском институте Ольмуца и в Венском университете. Брненский монастырь был научным центром с обширной библиотекой и традициями научных исследований. В монастыре Мендель обнаружил после длительного изучения унаследованных характеристик растений гороха основы генетики, но его статья « Эксперименты по гибридизации растений», опубликованная в 1866 году, оставалась до начала следующего столетия в значительной степени незамеченной. Он разработал математические формулы для объяснения этого явления и подтвердил результаты на других растениях. В то время как теории Дарвина объясняли механизм изменения видов на протяжении поколений, наблюдения Менделя давали объяснение тому, как мог возникнуть сам новый вид. Хотя Дарвин и Мендель никогда не сотрудничали, они знали о работе друг друга (Дарвин читал статью Вильгельма Ольберса Фокке, в которой много ссылок на Менделя). Билл Брайсон пишет, что "не осознавая этого, Дарвин и Мендель заложили основу всех наук о жизни в двадцатом веке. Дарвин увидел, что все живые существа связаны между собой, что в конечном итоге они ведут свою родословную к единому общему источнику; Работа Менделя предоставила механизм, объясняющий, как это могло произойти" Биолог Дж. Б. С. Холдейн и другие соединили принципы менделевского наследования с дарвиновскими принципами эволюции, и сформировали область генетики, известную как современный эволюционный синтез.
Помогло в развитии теории эволюции меняющееся понимание возраста Земли и фоссилий. Работа датского учёного Николаса Стено (1638—1686), который обратился в католицизм и стал епископом, помогла основать геологию, что привело к современным научным измерениям возраста Земли .

## Ранняя реакция на теории Чарльза Дарвина о эволюции
Обеспокоенность церкви эволюционной теорией Дарвина всегда была в значительной степени связана с происхождением человеческого вида, ведь уже к 1859 году  буквальное чтение Книги Бытия было давно подорвано достижениями в геологии и других областях науки. Большинство церковных заявлений высокого уровня никогда не подвергали нападкам теорию эволюции применительно к нечеловеческим видам.
Ещё до развития современной науки о создании мира через эволюцию католическое богословие и сама церковь позволяли трактовать библейский текст о создании мира как аллегорический (в переводном значении), а не буквальный, где он противоречил тому, что могло быть установлено наукой и разумом. Таким образом, католицизм смог уточнить своё понимание Священного Писания в свете научных открытий. Буквальный креационизм не получил особой поддержки на высших уровнях Церкви .
Официальное заявление о Дарвиновском происхождении видов церковь откладывала многие десятилетия. Ряд католических писателей, опубликовавших работы, определяющие, как можно согласовать теорию эволюции и католическое богословие, столкнулись с рядом проблем с властями Ватикана. По словам историка и теолога Барри Брунделла: "Теологов и историков всегда поражала, казалось бы, загадочная реакция Рима, когда она действительно наступила; власти были явно недовольны пропагандой христианизированной эволюции. Но, похоже, они не хотели или не могли сказать об этом прямо и публично".

## Приятие XIX века среди католиков
Первое заметное заявление после публикации теории Дарвином в 1859 году появилось в 1860 году на собрании немецких епископов, которые заявили:
Наши первые родители были созданы сразу же Богом. Поэтому мы заявляем, что мнение тех, кто не боится утверждать, что человеческое существо окончательно возникло из спонтанного непрерывного изменения несовершенной природы на более совершенную, явно противоречит Священному Писанию и Вере. .
Сам Ватикан в то время не смог предоставить ответ, что, по мнению некоторых, означает согласие. В заявлениях Первого Ватиканского Собора 1868 года об эволюции не упоминалось, но открытие Архива Конгрегации Доктрины Веры (Архив инквизиции, в XIX веке назывался Священной Канцелярией и Конгрегацией Указателя) в 1998 году показало, что во многих важных моментах убеждение об отрицательном отношении церкви к эволюции было ошибочным. Оригинальные документы показывают, что позиция Ватикана была гораздо менее однозначной и негативной, чем казалось в то время.
В 1868 году Джон Генри Ньюман, впоследствии ставший кардиналом, в переписке с коллегией-священников относительно теории Дарвина сделал следующие комментарии:
Что касается Божественного замысла, то разве это не пример непостижимой и бесконечно чудесной Мудрости и Замысла, которые миллионы веков назад придали материи определенные законы, которые в течение длительного периода тех веков наверняка и точно отработали те эффекты, которые Он с первого раза сделал задумал. Теория мистера Дарвина не обязательно должна быть атеистической, правда она или нет; она может просто предлагать более широкую идею Божественного Предвидения и Умения. Возможно, у вашего друга есть более надёжный ключ, чем у меня, который никогда не изучал этот вопрос, и я не вижу, что «случайная эволюция органических существ» несовместима с божественным замыслом - для нас она может бить случайной, а для Бога предвиденной.

## Папа Иоанн Павел II

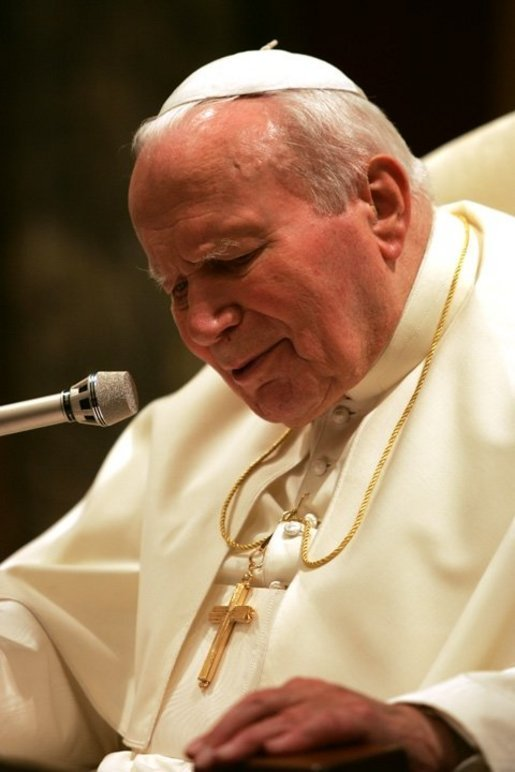
»… новые открытия приводят нас к признанию эволюции больше чем только как гипотезу ".
— Иоанн Павел II, 1996

В своем обращении к Папской академии наук от 22 октября 1996-го г. Папа Иоанн Павел II подтвердил позицию Церкви, признающую создания человеческого тела через эволюцию:
Мой предшественник Пий XII в своей энциклике Humani generis (1950) уже утверждал, что между эволюцией и доктриной церкви в отношении человека и его создания нет конфликта, при условии, что мы не упускаем из виду некоторые фиксированные точки. . ... Сегодня, более чем через полвека после появления этой энциклики, некоторые новые открытия приводят нас к признанию эволюции чем-то большим, чем просто гипотезой. На самом деле это даже замечательно, что эта теория оказала большое влияние на дух исследователей после серии открытий в различных научных дисциплинах. Совпадение результатов этих совершенно независимых исследований - которое не планировалось - само по себе является значительным аргументом в пользу теории.

## Папа Франциск
27 октября 2014 года Папа Франциск выступил в Папской академии наук с заявлением о том, что «эволюция в природе не противоречит понятию творения» Богом, предостерегая от мысли, что Божий акт творения - это не тот случай, когда "Бог [является] магом с волшебной палочкой, которая способная на всё ".
В том же заявлении Папа выразил мнение, что научные объяснения, такие как Большой взрыв и эволюция, на самом деле не противоречат вере в Бога, а даже наоборот требуют Божьего влияния:
[Бог] создал существа и позволил им развиваться в соответствии с материальными законами, которые Он дал каждому из них, чтобы они могли развиваться и достигать полноты своего бытия. Он дал автономию существам вселенной в то же самое время, когда заверил их в своем постоянном присутствии, [...]. Итак, век за веком, тысячелетия за тысячелетием творение продолжалось, пока оно не стало тем, что мы знаем сегодня, именно потому, что Бог - не демиург или маг с волшебной палочкой, а творец, дающий бытие всему. ... Большой взрыв, который в настоящее время считается источником мира, не противоречит божественному акту творения, а, скорее, требует его. Эволюция природы не противоречит концепции творения, поскольку эволюция предполагает создание существ, которые развиваются.